# 伍氏真巨口魚
伍氏真巨口魚（学名：Eustomias woollardi）为輻鰭魚綱巨口鱼目巨口鱼科的其中一種。分布於東北太平洋海域，為深海魚類，棲息深度0-96公尺，體長可達11.9公分。

## 扩展阅读
維基物種上的相關：伍氏真巨口魚